# Dobri, Zala
Dobri  este un sat în districtul Lent, județul Zala, Ungaria, având o populație de 182 de locuitori (2011). 

## Demografie
Componența etnică a satului Dobri
     Maghiari (95,81%)
     Romi (4,19%)
Componența confesională a satului Dobri
     Fără religie (10,44%)
     Necunoscută (89,56%)
Conform recensământului din 2011, satul Dobri avea 182 de locuitori. Din punct de vedere etnic, majoritatea locuitorilor (95,81%) erau maghiari, cu o minoritate de romi (4,19%). Nu există o religie majoritară, locuitorii fiind  și persoane fără religie (10,44%). Pentru 89,56% din locuitori nu este cunoscută apartenența confesională.